# Газопереробний завод Омар
Газопереробний завод Омар — підприємство сирійської нафтогазової промисловості, розташоване на сході країни.
Завод, який ввели в дію у 1991 році, працює з супутнім газом ряду нафтових родовищ, розташованих на лівобережжі Євфрату — Омар, Омар-Північ, Сахель (Shahel), Ал-Ізба, Танак. Для доставки ресурсу створена газозбірна мережа протяжністю 77 кілометрів.
Первісно ГПЗ мав добову потужність по прийому 4,29 млн м3 газу, а після проведеної в 2000 році модернізації (того ж року почалась подача ресурсу з родовища Ал-Ізба) цей показник зріс до 6,53 млн м3.  Завод може щоденно продукувати 5,9 млн м3 товарного газу, 7000 барелів конденсату та 600 тонн зрідженого нафтового газу (пропан-бутанова фракція).
Видача товарного газу відбувається по трубопровідній системі Омар I, II, хоча частина ресурсу споживається просто на місці належною до нафтового промислу ТЕС Омар. Конденсат домішується до нафти, а вивозять зріджений нафтовий газ автотранспортом.